# Hôtel de la Duchesse-Anne
L'hôtel de la Duchesse-Anne était un établissement hôtelier de Nantes, situé en lisière du Quartier Malakoff - Saint-Donatien, en France.

## Localisation
La façade principale de l'hôtel qui longe la rue Henri-IV, à proximité de la gare sncf, donne sur la place Duchesse-Anne qui la sépare du château des ducs de Bretagne, tandis que son côté sud est bordé par la rue de Richebourg.

## Historique
Cet hôtel, longtemps considéré comme l'établissement nantais le plus prestigieux, idéalement situé entre le centre-ville et la gare de Nantes, a vu le jour en 1874, année à laquelle il fut inscrit au registre du commerce.
Dans les années 1930, l'architecte Ferdinand Ménard (1873-1958) suréleva le bâtiment, sur lequel il plaqua une façade Art déco qui est aujourd'hui classée au patrimoine nantais.
Le bâtiment qui comptait deux étoiles et comportait 70 chambres, fut victime d'un incendie accidentel le 17 juin 2004, qui ravagea l'ensemble de l'édifice.
Cerné d'échafaudages durant quelques années, les travaux qui auraient permis de rouvrir l'hôtel tardent à démarrer, un imbroglio juridique oppose, depuis le sinistre, les propriétaires du lieu avec leur assureur.
Après avoir envisagé de rouvrir l'établissement avec 70-80 chambres, un projet de construction de logements, respectant l'architecture extérieure du bâtiment, est finalement à l'étude.
En septembre 2013, la société immobilière rennaise Giboire qui s'est portée acquéreur d'une moitié du bâtiment, afin de pouvoir y développer un programme comprenant une quarantaine d'appartements haut de gamme annonce le début, pour le mois d'octobre 2013, de travaux de mise en sécurisation du bâtiment.

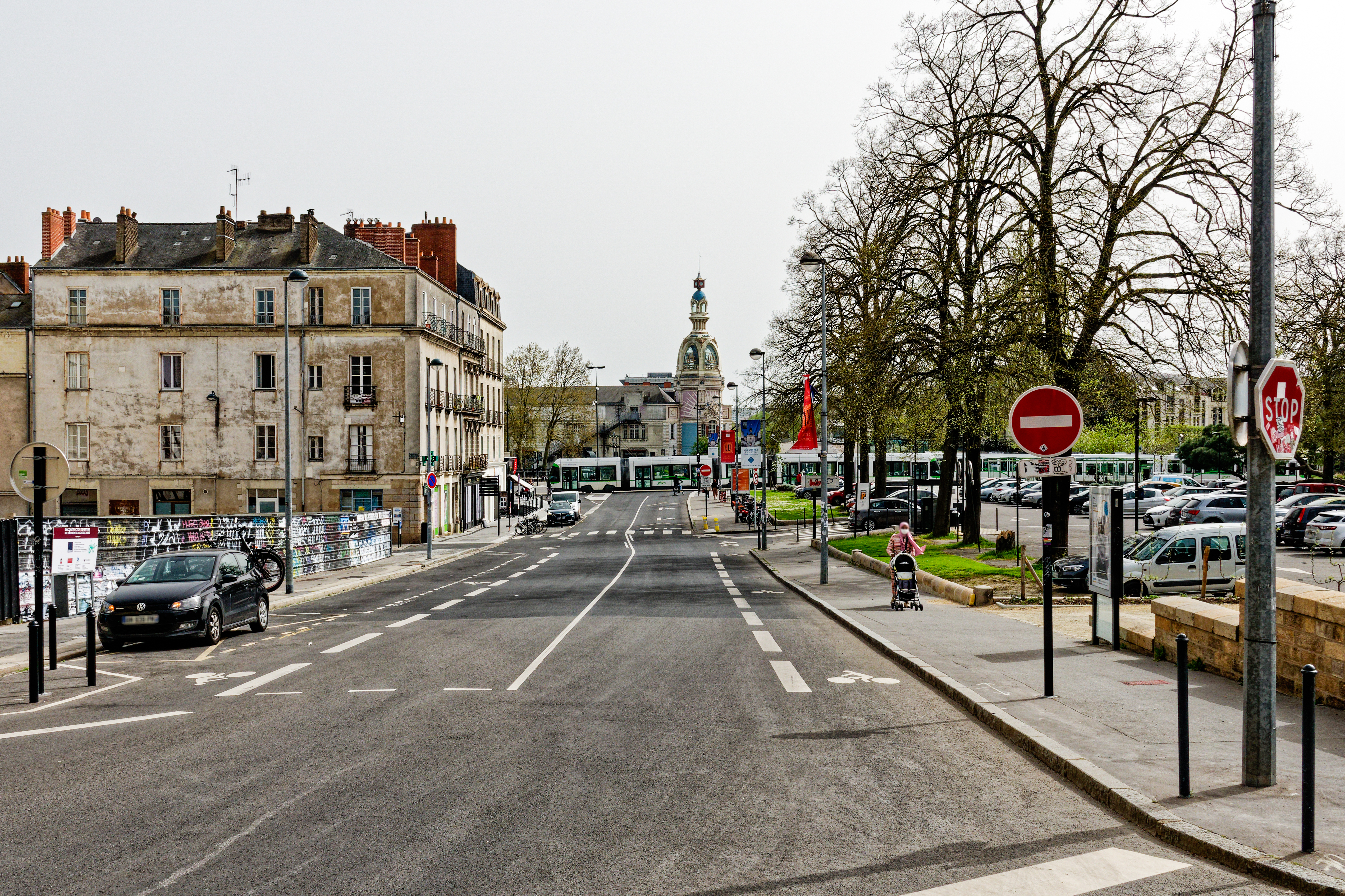
Rue Henri IV, au niveau du chantier de démolition de l'hôtel de la Duchesse-Anne (à gauche).

Face à la dégradation des ruines du bâtiment, Nantes Métropole a obtenu en février 2015, le droit du juge des référés de procéder à des travaux de sécurisation nécessitant la démolition du fronton, portant l'inscription « hôtel de la Duchesse-Anne » et éventuellement des deux derniers étages, ceci afin d'éviter que l'édifice tout entier ne s'écroule. Un relevé des façades a été réalisé en préalable pour respecter les demandes de l'architecte des bâtiments de France qui a été consulté dans le cadre de cette opération, et ce dans l'éventualité d'une reconstruction plus globale de l'édifice. La facture des travaux entrepris dès l'été 2015, de l'ordre de 850 000 €, sera adressée aux propriétaires par la métropole. Les travaux de démolition sont effectués en octobre 2015. Aucun des travaux demandés par Nantes métropole n'ont été engagés du fait de l'opposition de l'une des deux propriétaires, une femme âgée habitant Versailles. Celle-ci a été condamnée au printemps 2016 à 10 000 € d'amende et la « société civile immobilière château des Ducs de Bretagne » dont elle est gérante, à 50 000 €. Après avoir fait opposition du jugement, celui-ci a été confirmé le 30 septembre 2016.
Le 15 février 2021 la démolition du reste de l'immeuble débute.